# Anna Gasser
Anna Gasser (nascido em 16 de agosto de 1991) é uma snowboarder austríaca, competindo no slopestyle e big air. Ela vive em Millstatt.
Gasser foi qualificada para os jogos Olímpicos de Inverno de 2014 e mostrou o melhor resultado na fase de qualificação, diretamente de qualificação para a final. Em 2017, Gasser conquistou a medalha de Ouro no Big Air evento de Snowboard Campeonato Mundial na Espanha. Gasser também teve uma bem-sucedida de 2017 X Games desempenho conquista o Ouro no Slopestyle e Bronze no Big Air em Hafjell, e a Prata para o Big Air em Aspen.

## Carreira
Anna Gasser começou a competir no snowboard na temporada 2010/2011. Antes de competir no slopestyle Gasser foi parte do Austríaco Equipa Nacional de Ginástica. Em FIS de Snowboard Campeonatos do Mundo De 2013 de Gasser terminou em 18º. Sua melhor Copa do Mundo de resultado e o único pódio antes de 2014, a Olimpíada foi o terceiro lugar em Stoneham, em 19 de janeiro de 2014.
Em novembro de 2013, Gasser tornou-se a primeira mulher a snowboarder para executar uma Cabine Dupla de Cortiça 900 kicker, um duplo salto para trás, com uma meia-volta.
Gasser teve uma grande temporada de 2017, a vitória de 3 X medalhas Jogos. Ela também conquistou a medalha de Ouro no slopestyle o Burton US Open e Ouro no snowboard Campeonatos do Mundo a receber uma pontuação de 100.

### Jogos Olímpicos De Inverno De 2014
Gasser foi qualificada em primeiro lugar para o slopestyle final do evento. No entanto, para o final do evento, ela caiu em ambas as corridas e foi classificado em décimo. Aimee Fuller , que foi um Britânico concorrente, que tinha sido eliminado anteriormente aderiram à BBC Sport equipe para a final do seu evento, que incluiu Gasser. Fuller e os outros membros do comentário de equipe, Ed Leigh e Tim Warwood foram criticadas pela sua reação quando Gasser caiu durante a sua última execução. O incidente atraiu mais de 300 denúncias.